# فهرست پخش‌کننده‌های جام باشگاه‌های جهان
این صفحه شامل لیستی از پخش کننده‌های تلویزیونی از سراسر جهان است که جام باشگاه‌های جهان را پوشش می‌دهند.

## پخش کننده‌ها
| منطقه               | شبکه                       | منبع        |
| ------------------- | -------------------------- | ----------- |
| افغانستان           | معراج تی‌وی                 | [ ۱ ]       |
| آذربایجان           | سی‌بی‌سی اسپورتس             | [ ۱ ]       |
| بوسنی و هرزگوین     | آرنا اسپورت                | [ ۱ ]       |
| برزیل               | تی‌وی گلوبو                 | [ ۲ ] [ ۳ ] |
| بلغارستان           | مکس اسپورت                 | [ ۱ ]       |
| آسیای مرکزی         | مچ! تی‌وی                   | [ ۱ ]       |
| کرواسی              | آرنا اسپورت                | [ ۱ ]       |
| جمهوری چک           | نووا اسپورت                | [ ۱ ]       |
| فرانسه              | کانال+، لکیپ تی‌وی          | [ ۴ ]       |
| مجارستان            | ام۴ اسپورت                 | [ ۱ ]       |
| هند                 | یورواسپورت، فنکود          | [ ۲ ] [ ۳ ] |
| ایران               | شبکه ورزش، پرشیانا اسپورتس | [ ۴ ]       |
| ایرلند              | لایواسکور                  | [ ۵ ]       |
| ایتالیا             | اسکای ایتالیا              | [ ۴ ]       |
| قزاقستان            | قزاسپورت تی‌وی              | [ ۴ ]       |
| مالزی               | اس‌پی‌او‌تی‌وی                 | [ ۴ ]       |
| منا                 | اس‌اس‌سی اسپورتس             | [ ۱ ]       |
| پرتغال              | اسپورت تی‌وی                | [ ۱ ]       |
| روسیه               | مچ! تی‌وی                   | [ ۱ ]       |
| صربستان             | آرنا اسپورت                | [ ۱ ]       |
| آفریقای جنوب صحرا   | استارتایمز اسپورتس         | [ ۱ ]       |
| تاجیکستان           | تی‌وی ورزش، تی‌وی فوتبال     | [ ۱ ]       |
| ترکیه               | تی‌وی۸، ۵. اکسن             | [ ۱ ]       |
| اوکراین             | میگوگو فوتبال              | [ ۱ ]       |
| ایالات متحده آمریکا | فاکس اسپورتس               | [ ۶ ]       |
| بریتانیا            | تی‌ان‌تی اسپورتس             | [ ۱ ]       |
| ازبکستان            | اسپورت ازبکستان            | [ ۱ ]       |
| ویتنام              | کیو.نت تی‌وی                | [ ۱ ]       |
| جهان                | فیفا+                      | [ ۱ ]       |